# Гомер-Глен (Іллінойс)
Гомер-Глен (англ. Homer Glen) — селище (англ. village) в США, в окрузі Вілл штату Іллінойс. Населення — 24 543 особи (2020).

## Географія
Гомер-Глен розташований за координатами 41°36′19″ пн. ш. 87°57′8″ зх. д. / 41.60528° пн. ш. 87.95222° зх. д. (41.605151, -87.952351).  За даними Бюро перепису населення США в 2010 році селище мало площу 57,53 км², з яких 57,43 км² — суходіл та 0,10 км² — водойми.

## Демографія
Згідно з переписом 2010 року, у селищі мешкало 24 220 осіб у 8068 домогосподарствах у складі 6809 родин. Густота населення становила 421 особа/км².  Було 8389 помешкань (146/км²).
Расовий склад населення:
| - 95,5 % — білих - 1,7 % — азіатів - 0,6 % — чорних або афроамериканців - 0,1 % — корінних американців - 1,0 % — осіб інших рас |

До двох чи більше рас належало 1,1 %. Частка іспаномовних становила 4,9 % від усіх жителів.
За віковим діапазоном населення розподілялося таким чином: 24,5 % — особи молодші 18 років, 63,6 % — особи у віці 18—64 років, 11,9 % — особи у віці 65 років та старші. Медіана віку мешканця становила 42,8 року. На 100 осіб жіночої статі у селищі припадало 99,4 чоловіків;  на 100 жінок у віці від 18 років та старших — 96,4 чоловіків також старших 18 років.
Середній дохід на одне домашнє господарство  становив 104 220 доларів США (медіана — 91 257), а середній дохід на одну сім'ю — 115 448 доларів (медіана — 101 514). Медіана доходів становила 65 347 доларів для чоловіків та 47 854 долари для жінок. За межею бідності перебувало 3,6 % осіб, у тому числі 2,5 % дітей у віці до 18 років та 5,2 % осіб у віці 65 років та старших.
Цивільне працевлаштоване населення становило 12 394 особи. Основні галузі зайнятості: освіта, охорона здоров'я та соціальна допомога — 21,1 %, науковці, спеціалісти, менеджери — 12,5 %, виробництво — 10,9 %, роздрібна торгівля — 10,4 %.